# Golspie
Golspie är en ort i Storbritannien.   Den ligger i kommunen Highland och riksdelen Skottland, i den norra delen av landet, 800 km norr om huvudstaden London. Golspie ligger 7 meter över havet och antalet invånare är 1 381.
Terrängen runt Golspie är kuperad åt nordväst, men åt sydost är den platt. Havet är nära Golspie åt sydost.  Närmaste större samhälle är Tain, 18,8 km söder om Golspie. 